# Schlacht bei Almansa
Carpi – Chiari – Cremona – Kaiserswerth – Lüttich – Landau (I) – Luzzara   – Santa Marta – Cádiz – Venlo – Friedlingen – Vigo – Schmidmühlen – Bonn – Krottensee – Ekeren – Höchstädt – Landau (II) – Speyerbach – Schellenberg – Gibraltar – Höchstädt – Vélez-Málaga – Landau (III) – Marbella – Cassano – Barcelona – Sendlinger Mordweihnacht – Aidenbach – Calcinato – Ramillies – Turin – Castiglione – Santa Cruz de Tenerife – Almansa – Kap Béveziers – Toulon – Lizard Point – Lille – Oudenaarde – Gent – Malplaquet – Mons – Almenar – Saragossa – Syrakus – Villaviciosa – Rio de Janeiro – Denain – Landau (IV) – Barcelona – Freiburg
Die Schlacht bei Almansa (auch Almanza) vom 25. April 1707 fand während des spanischen Erbfolgekrieges in der Nähe der Stadt Almansa im Südosten Spaniens statt. Sie war eine der bedeutendsten Schlachten auf dem spanischen Kriegsschauplatz, da die vernichtende Niederlage der Alliierten (Großbritannien, Vereinigte Niederlande, Österreich und Portugal) eine Kriegswende zugunsten der Franzosen und Spanier auf der Halbinsel zur Folge hatte.

## Vorgeschichte
Die Alliierten befanden sich beim Feldzug von 1707 zunächst in der Offensive. Ihr Heer war allerdings etwas geschwächt, da Erzherzog Karl mit einigen Regimentern zum Schutz Kataloniens aufgebrochen war. Die alliierte Armee unter Marquis das Minas und Galloway marschierte von Valencia in Richtung auf Madrid. Es wurden verschiedene gegnerische Vorratslager zerstört und die Stadt Villena in Murcia belagert. Der französische Marschall Berwick sammelte seine Truppen bei Almansa. Die Alliierten beschlossen, die Franzosen und Spanier dort anzugreifen, ehe eine erwartete Verstärkung angekommen war.

## Verlauf
Als die Nachricht eintraf, dass sich die Armee von Galloway auf dem Vormarsch befände, bereitete sich Berwick auf eine Schlacht in der Ebene von Almansa vor. Im Zentrum postierte er seine Infanterie, die Flügel wurden von der Kavallerie gebildet. Das Ganze war in zwei Treffen gegliedert. Die Artillerie wurde auf einer Erhebung hinter der Mitte der Front postiert. In ganz ähnlicher Weise stellte auch Galloway seine Armee auf. Allerdings waren die Linien dünner, und die Flanken waren durch Infanterie verstärkt.
Nach einleitendem Geschützfeuer ging Galloway mit der ganzen Linie vor. Der linke Flügel hatte den ersten Feindkontakt. Es folgte das Zentrum. Dieses wurde hauptsächlich von englischen und niederländischen Truppen gebildet. Der Vorstoß war durchaus erfolgreich und zwang den Gegner, seine Geschütze zurückzuziehen. Nur mit Mühe konnte sich das erste Treffen der Spanier und Franzosen mit Hilfe des zweiten Treffens halten. Allerdings schlug Berwick den rechten Flügel der Alliierten, wo hauptsächlich Niederländer und Portugiesen standen, in die Flucht. Die so frei gewordenen Truppen setzte Berwick gegen den linken Flügel des Gegners ein. Dies war schlachtentscheidend. Auch in der Mitte war der Angriff Galloways schließlich vollständig zusammengebrochen.
Seine Armee musste sich zurückziehen. Dabei gingen fast alle Geschütze verloren. Die fliehenden Truppen wurden durch die nachsetzende Kavallerie des Gegners noch weiter geschwächt. Zweitausend Mann mussten sich einen Tag nach der Schlacht ergeben. Als die alliierte Armee in Tortosa ankam, zählte sie nur noch 3500 Mann.

## Folgen
Die Schlacht bedeutete noch nicht die Niederlage der Alliierten auf der iberischen Halbinsel, aber die Truppen zur Unterstützung von Philipp V. waren nunmehr gestärkt. Valencia ging am 8. Mai in französische Hand über. Saragossa fiel am 26. Mai und Lerida in Katalonien musste am 14. Oktober kapitulieren. An der portugiesischen Grenze fiel Ciudad Rodrigo nach einer Belagerung am 4. Oktober in die Hände der Spanier und Franzosen. Am Ende des Jahres war fast ganz Spanien mit Ausnahme von Katalonien unter der Herrschaft von Philipp V.